# الدلفين الحوتي الصائب الشمالي
الدلفين الحوتي الصائب الشمالي (الاسم العلمي: Lissodelphis borealis) هو نوع من الحيتانيات، يتبع جنس دلفين حوتي صائب.